# Hôtel Juvénal des Ursins

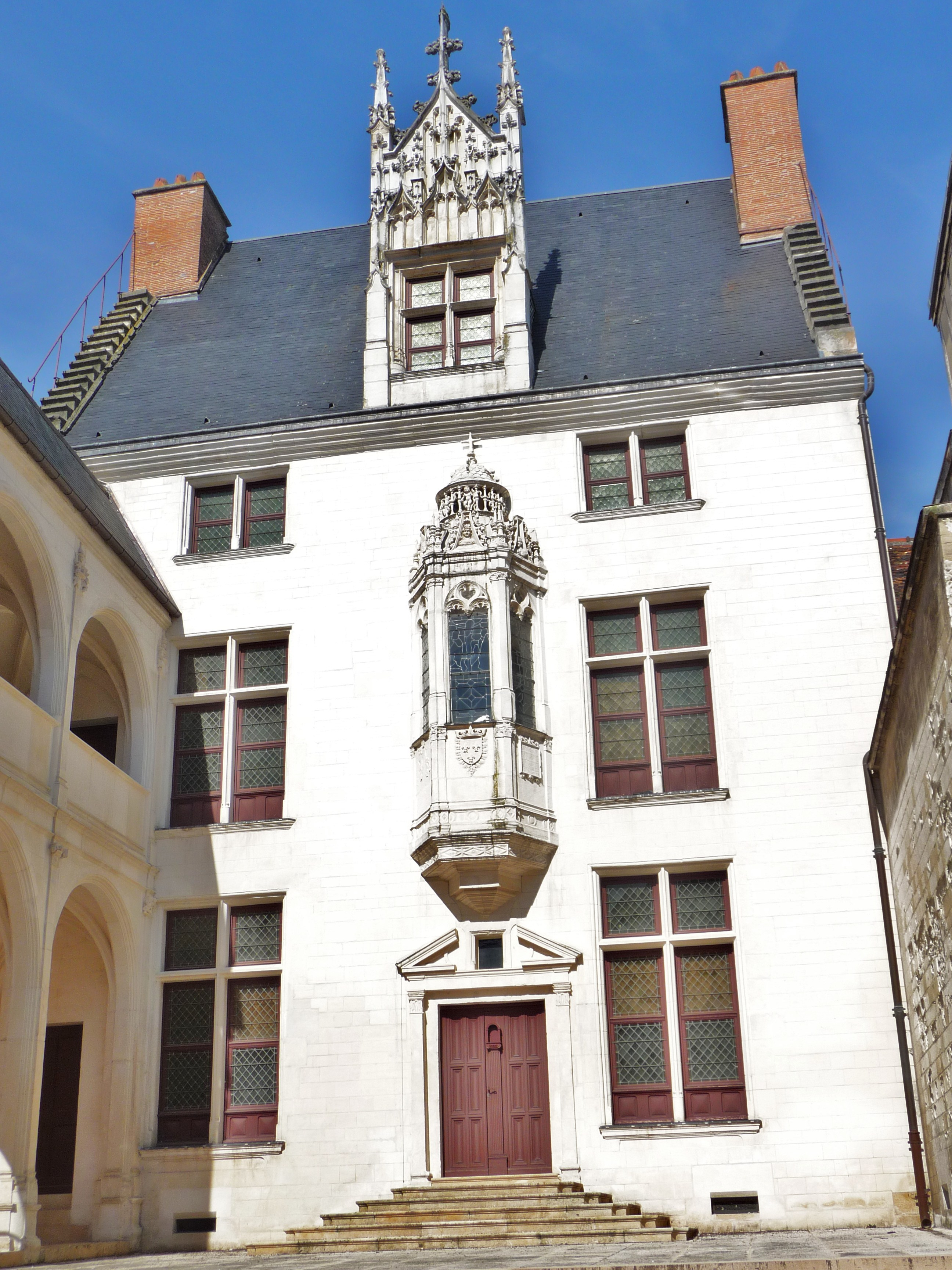
Hôtel Juvénal des Ursins in Troyes

Das Hôtel Juvénal des Ursins in Troyes, dem Verwaltungssitz des Départements Aube in der Region Grand Est, wurde nach dem Stadtbrand von 1524 errichtet. Das Hôtel particulier an der Rue de Champeaux Nr. 26 ist seit 1932 als Monument historique klassifiziert.

## Beschreibung
Der Stadtpalast aus Kalkstein wurde für die Familie Jouvenel des Ursins erbaut. Das Renaissancebauwerk wurde auf den Fundamenten eines Vorgängerbaus errichtet. Über dem Portal mit gesprengtem Giebel befindet sich ein dreiseitiger Erker, der mit Maßwerk und reichem Renaissanceschmuck versehen ist. Die Bleiglasfenster sind noch erhalten. Die gotische Dachgaube aus dem 15. Jahrhundert stammt vom Vorgängerbau.